# Pașinți, Kărdjali
Pașinți (în bulgară Пашинци) este un sat în comuna Krumovgrad, regiunea Kărdjali,  Bulgaria. 

## Demografie
Componența etnică a satului Pașinți
     Turci (97,62%)
     Nicio identificare (2,37%)
     Altele (0%)
La recensământul din 2011, populația satului Pașinți era de 463 locuitori. Din punct de vedere etnic, majoritatea locuitorilor (97,62%) erau turci. Pentru 2,37% din locuitori nu este cunoscută apartenența etnică.